# Bohemund IV. (Antiochia)
Bohemund IV. von Antiochia genannt der Einäugige (le Borgne) († März 1233) war Fürst von Antiochia von 1201 bis 1205, von 1208 bis 1216 und erneut von 1219 bis zu seinem Tod. Seit 1189 war er auch als Bohemund I. Graf von Tripolis.
Bohemund IV. war der zweitgeborene Sohn von Bohemund III. und seiner zweiten Ehefrau Orgueilleuse.

## Leben

### Graf von Tripolis
1187 hatte sein älterer Bruder Raimund von Antiochia nach dem kinderlosen Tod des Grafen Raimund III. von Tripolis dessen Grafschaft erlangt. Bereits 1189 holte Bohemund III. Raimund als seinen ältesten Sohn und designierten Erben von Antiochia an seinen Hof nach Antiochia zurück. An seiner Stelle wurde der jüngere Bruder Bohemund als Graf von Tripolis eingesetzt. Raimund starb schon 1199, vor seinem Vater, so dass Bohemund nach dem Tod des Vaters 1201 das Fürstentum Antiochia erbte.

### Fürst von Antiochia
Seine erste Regierungszeit war von dynastischen Konflikten geprägt. Sein älterer Bruder Raimund hatte mit seiner Frau, der armenischen Prinzessin Alice einen Sohn, Raimund Ruben, der sich als Erbe der Ansprüche seines Vaters als legitimen Erben Antiochias verstand. Obwohl Raimund Ruben von der Thronfolge ausgeschlossen war, verlor Bohemund IV. 1216 das Fürstentum an seinen Neffen, der von seinem Onkel Leo II., dem König von Kleinarmenien militärisch unterstützt wurde. Erst 1219 erlangte Bohemund das Fürstentum zurück.
Während des Kreuzzugs Kaiser Friedrichs II. 1228/1229 verbündete er sich zunächst mit diesem, ließ seine Truppen aber später desertieren, was ihm den Ruf eines unzuverlässigen Verbündeten einbrachte, der seine Treueschwüre dort platzierte, wo es ihm im Interesse des Fürstentums am günstigsten erschien.
Bohemund war darüber hinaus ein erbitterter Gegner des Johanniterordens, deren wachsenden Einfluss in seinen Ländereien er zu begrenzen suchte, weswegen er 1230 von Papst Gregor IX. exkommuniziert wurde.

## Ehe und Nachkommen
Bohemund heiratete vor dem 21. August 1198 in erster Ehe Plaisance von Gibelet († 1217), eine Tochter von Hugo III. Embriaco, Herr von Gibelet. Das Paar hatte sechs Kinder:
- Raimund (* um 1195; † ermordet 1214 in der Kathedrale von Tortosa[1]), Bailli von Antiochia;
- Bohemund V. († 1252), sein Nachfolger als Fürst von Antiochia und Graf von Tripolis;
- Philipp († vergiftet im Gefängnis 1226), König von Kleinarmenien ⚭ Isabella von Armenien;
- Maria ⚭ 1220 Thoros von Kleinarmenien;
- Orgueilleuse († jung);
- Heinrich von Antiochia († ertrunken 1276) ⚭ Isabella von Zypern, Vater des Königs Hugo III. von Zypern (Hugo I. von Jerusalem).

In zweiter Ehe heiratete er im Januar 1218 Melusine von Jerusalem, die Tochter von Amalrich I., König von Zypern und (als Amalrich II.) König von Jerusalem. Mit ihr hatte er drei Töchter:
- Isabella († jung);
- Maria († nach 1307), beanspruchte nach dem Tod Konradins den Titel Königin von Jerusalem und verkaufte ihn 1277 an Karl von Anjou;
- Helvis († jung).